# Ksenija Popović
Ksenija Popović czarnog. Ксенија Поповић (ur. 18 lutego 1977 w Titogradzie) – czarnogórska pisarka i scenarzystka, pierwsza w historii Czarnogóry autorka powieści.

## Życiorys
Urodziła się w Podgoricy, skąd w 1988 wyjechała do Włoch, a w 1992 do Stanów Zjednoczonych. Szkołę podstawową ukończyła w Mediolanie, a średnią w New Jersey. Studia z zakresu anglistyki i iberystyki ukończyła na Katolickim Uniwersytecie Najświętszego Serca w Mediolanie.
Po studiach pracowała jako tłumaczka i redaktorka w wydawnictwie. Była tłumaczką powieści Danubio włoskiego pisarza Claudio Magrisa. Od 1998 pisała felietony do czasopisma Pobjeda, pracowała także w telewizji IN. W latach 2012-2016 prowadziła własne programy, przeprowadzając serię wywiadów z ludźmi kultury. W latach 2012-2016 była dyrektorką Międzynarodowych Targów Książki w Podgoricy, a następnie dyrektorką festiwalu Barski ljetopis. Obecnie pracuje w ambasadzie Czarnogóry w Rzymie. 

## Twórczość
Debiutancką powieść Dječak iz vode (Chłopiec z wody) napisała w wieku 18 lat, ale opublikowała ją w 2004 nakładem belgradzkiego wydawnictwa Narodne knjige i czarnogórskiego wydawnictwa Vijesti. W 2004 powieść ta była najlepiej sprzedającą się powieścią w Czarnogórze, była także pierwszą w historii tego kraju powieścią napisaną przez kobietę. Na motywach powieści powstał film fabularny Gledaj me (reż. Marija Perović).
Kolejna powieść Uspavanka za Vuka Ničijeg ukazała się w roku 2012 i stała się inspiracją dla spektaklu o tym samym tytule, wystawianym na deskach teatrów w Budvie i w Belgradzie. Oprócz powieści pisze także opowiadania i dramaty. Dramat Karta za Ameriku (u jednom pravcu) został uhonorowany nagrodą ASSITEJ za najlepszą sztukę teatralną dla dzieci i młodzieży.

## Dzieła wydane

### Powieść
- 2004: Dječak iz vode
- 2012: Uspavanka za Vuka Ničijeg
- 2022: Godina u kojoj je Džoni bio spreman da ode

### Dramaty
- 2014: PRESStitucija (razem ze Stellą Mišković)
- 2019: Karta za Ameriku (u jednom pravcu)
- 2019: Ognjen voljeni